# 関口宏のもう一度!近現代史
『関口宏のもう一度！近現代史』（せきぐちひろしのもういちど！きんげんだいし）は、BS-TBSで2019年10月12日から2022年3月26日まで土曜日12:00-12:54に放送されていた教養番組。関口宏の冠番組である。明治維新から150年余り、そこから終戦・独立までの流れを関口と共に詳しく学んでいく歴史番組である。

## 概要
明治時代にあった大政奉還から始まり、日本が軍国主義に走った太平洋戦争により敗戦するまでの歴史を、時系列を追いながら様々な史料を交えて振り返る。パートナーにはノンフィクション作家の保阪正康を起用し、明治以降の歴史をもう一度学んでいく。

## 司会
- 関口宏
- 保阪正康

## ナレーション
- 堀井美香（TBSアナウンサー）

## 放送リスト
| 2019年（令和元年） | 2019年（令和元年） | 2019年（令和元年）                                   | 2019年（令和元年） |
| 回                 | 放送日             | テーマ                                               | 備考               |
| ------------------ | ------------------ | ---------------------------------------------------- | ------------------ |
| 1                  | 10月12日           | 大政奉還から始まる「時代の節目」（1867年）           |                    |
| 2                  | 10月19日           | 明治元年（1868年）の1年間                            |                    |
| 3                  | 10月26日           | 明治2 - 3年（1869年・1870年）                        |                    |
| 4                  | 11月02日           | 明治4年、明治維新最大の改革（1871年）                |                    |
| 5                  | 11月09日           | 明治5年、岩倉使節団・文明開化の波（1872年）          |                    |
| 6                  | 11月23日           | 明治6年、徴兵令・地租改正（1874年）                  |                    |
| 7                  | 11月30日           | 明治6年の政変と自由民権運動のはじまり（1874年）      |                    |
| 8                  | 12月07日           | 明治8～9年、国会開設の準備・廃刀令（1875年・1876年） |                    |
| 9                  | 12月14日           | 明治10年、西郷隆盛最後の1年（1877年）                |                    |
| 10                 | 12月21日           | 明治11年～琉球処分、コレラ大流行ほか（1878年）       |                    |
| 11                 | 12月28日           | 明治14年～国会の勅輸・日本銀行設立（1881年）         |                    |

| 2020年（令和2年） | 2020年（令和2年） | 2020年（令和2年）                                         | 2020年（令和2年） |
| 回                | 放送日            | テーマ                                                    | 備考              |
| ----------------- | ----------------- | --------------------------------------------------------- | ----------------- |
| 12                | 01月11日          | 明治16年～秩父事件・伊藤博文が初代総理（1883年）          |                   |
| 13                | 01月18日          | 明治19年～ノルマントン号沈没・大日本帝国憲法（1886年）    |                   |
| 14                | 01月25日          | 明治22年～日本初の総選挙・帝国議会（1889年）              |                   |
| 15                | 02月01日          | 明治24年～大津事件・朝鮮内乱ほか（1891年）                |                   |
| 16                | 02月08日          | 明治27年～日清戦争 開戦（1894年）                         |                   |
| 17                | 02月15日          | 明治28年～日清戦争後のアジアとロシア南下の脅威（1895年）  |                   |
| 18                | 02月22日          | 明治31年～明治維新の清算・緊迫の大陸（1898年）            |                   |
| 19                | 02月29日          | 明治33年～日露戦争開戦前夜に迫る!（1900年）               |                   |
| 20                | 03月07日          | 明治37年～日露戦争 開戦（1904年）                         |                   |
| 21                | 03月14日          | 明治38年～日露戦争「日本海海戦」（1905年）                |                   |
| 22                | 03月21日          | 明治38年～満州・朝鮮半島進出の足掛かり（1905年）          |                   |
| 23                | 03月28日          | 明治42年～伊藤博文の死と韓国併合（1909年）                |                   |
| 24                | 04月04日          | 明治45年～時代は「明治」から「大正」へ                    |                   |
| 25                | 04月11日          | 明治時代とは…特別編                                       |                   |
| 26                | 04月18日          | 明治時代とは…特別編「近代化」                             |                   |
| 27                | 04月25日          | 近代国家の幕開け～江戸幕府の最後                          |                   |
| 28                | 05月02日          | 明治維新三傑「西郷隆盛」                                  |                   |
| 29                | 05月09日          | 明治時代の第二世代「伊藤博文」                            |                   |
| 30                | 05月16日          | 日清戦争                                                  |                   |
| 31                | 05月23日          | 日露戦争                                                  |                   |
| 32                | 05月30日          | 明治天皇                                                  |                   |
| 33                | 06月06日          | 近代日本の帝国主義の歩み①                                 |                   |
| 34                | 06月13日          | 近代日本の帝国主義の歩み②                                 |                   |
| 35                | 06月20日          | 大正元年～第一次世界大戦開戦へ（1912年）                  |                   |
| 36                | 06月27日          | 大正3年～第一次世界大戦序盤（1914年）                     |                   |
| 37                | 07月04日          | 大正4年～大戦景気・大正デモクラシー（1915年）             |                   |
| 38                | 07月11日          | 大正6年～第一次世界大戦とロシア革命（1917年）             |                   |
| 39                | 07月18日          | 人類史上最悪のパンデミック『スペイン風邪』                |                   |
| 40                | 07月25日          | 大正7年～シベリア出兵・米騒動・原敬総理（1918年）         |                   |
| 41                | 08月01日          | 大正8年～第一次世界大戦の戦後処理（1919年）               |                   |
| 42                | 08月08日          | 大正9年～国際連盟発足（1920年）                           |                   |
| 43                | 08月15日          | 大正10年～アメリカ主導と新世界秩序作り（1921年）          |                   |
| 44                | 08月22日          | 大正12年～関東大震災（1923年）                            |                   |
| 45                | 08月29日          | 大正13年～広がる共産主義思想・治安維持法（1924年）        |                   |
| 46                | 09月05日          | 大正14年～大正時代のおわり（1925年）                      |                   |
| 47                | 09月12日          | 大正時代に敷かれた昭和のレール                            |                   |
| 48                | 09月19日          | 大正時代の国際化                                          |                   |
| 49                | 09月26日          | 昭和元年～昭和の幕開け（1926年）                          |                   |
| 50                | 10月03日          | 昭和2年～波乱の昭和（1927年）                             |                   |
| 51                | 10月10日          | 昭和3年～日本初の金メダル・昭和天皇「即位の礼」（1928年） |                   |
| 52                | 10月17日          | 昭和4年～内閣総辞職・ドイツ飛行船・世界恐慌（1929年）     |                   |
| 53                | 10月24日          | 昭和5年～昭和恐慌・浜口首相狙撃事件（1930年）             |                   |
| 54                | 10月31日          | 昭和5年～煙突男・満州事変へのカウントダウン（1930年）     |                   |
| 55                | 11月07日          | 昭和6年～満州事変始まる（1931年）                         |                   |
| 56                | 11月21日          | 昭和7年～第一次上海事変勃発（1932年）                     |                   |
| 57                | 11月28日          | 昭和7年、満州国建国（1932年）                             |                   |
| 58                | 12月05日          | 昭和7年、五・一五事件（1932年）                           |                   |
| 59                | 12月12日          | 昭和7年、日本が満州国が承認（1932年）                     |                   |
| 60                | 12月19日          | 昭和8年、日本が国際連盟脱退（1933年）                     |                   |
| 61                | 12月26日          | 昭和8年、満州帝国誕生・ナチス独裁体制確立（1933年）       |                   |

| 2021年（令和3年） | 2021年（令和3年） | 2021年（令和3年）                                        | 2021年（令和3年） |
| 回                | 放送日            | テーマ                                                   | 備考              |
| ----------------- | ----------------- | -------------------------------------------------------- | ----------------- |
| 62                | 01月09日          | 昭和9年～帝人事件、ソ連が国際連盟に加盟（1934年）        |                   |
| 63                | 01月16日          | 昭和10年～さらに中国大陸進出へ（1935年）                 |                   |
| 64                | 01月23日          | 昭和11年～青年将校ら発起!二・二六事件勃発（1936年）      |                   |
| 65                | 01月30日          | 昭和11年～廣田弘毅内閣の誕生（1936年）                   |                   |
| 66                | 02月06日          | 昭和11年、ベルリンオリンピック（1936年）                 |                   |
| 67                | 02月13日          | 昭和11年、西安事件から日中戦争へ（1936年）               |                   |
| 68                | 02月20日          | 昭和12年～盧溝橋事件で日中戦争始まる（1937年）           |                   |
| 69                | 02月27日          | 昭和12年、国民精神総動員、日中戦争泥沼化（1937年）       |                   |
| 70                | 03月06日          | 昭和12年、日中戦争拡大・南京占領（1937年）               |                   |
| 71                | 03月13日          | 昭和13年～ヒトラー総帥権把握・武漢攻略戦（1938年）       |                   |
| 72                | 03月20日          | 満州国とはどんな国だったのか                             | 2時間スペシャル   |
| 73                | 03月27日          | 昭和14年～ノモンハン事件・独ソ不可侵条約（1939年）       |                   |
| 74                | 04月03日          | 昭和14年、第二次世界大戦 勃発（1939年）                  |                   |
| 75                | 04月10日          | 昭和14年、価格等統制令・米内光政内閣成立（1939年）       |                   |
| 76                | 04月17日          | 昭和15年～ドイツ軍がフランスに総攻撃・命のビザ（1940年） |                   |
| 77                | 04月24日          | 昭和15年、日独伊三国同盟 締結（1940年）                  |                   |
| 78                | 05月01日          | 昭和15年（1940）紀元二千六百年式典                       |                   |
| 79                | 05月08日          | 昭和16年（1941）日ソ中立条約、日米交渉                   |                   |
| 80                | 05月15日          | 昭和16年（1941）日本は対米開戦決意へ                     |                   |
| 81                | 05月22日          | 昭和16年（1941）日本がハワイ攻撃作戦を決定               |                   |
| 82                | 05月29日          | 昭和16年（1941）真珠湾攻撃                               |                   |
| 83                | 06月05日          | 昭和16年（1941）大東亜戦争・戦艦大和完成                 |                   |
| 84                | 06月12日          | 昭和17年（1942）日本軍が南方が次々と占領                 |                   |
| 85                | 06月19日          | 昭和17年（1942）初の本土空襲・ミッドウェー海戦           |                   |
| 86                | 06月26日          | 昭和17年（1942）ガダルカナル島の戦い                     |                   |
| 87                | 07月03日          | 昭和18年（1943）山本五十六戦死・アッツ島玉砕             |                   |
| 88                | 07月10日          | 昭和18年（1943）連合軍が大攻勢・学徒出陣                 |                   |
| 89                | 07月17日          | 昭和18年（1943）大東亜宣言・東京ローズ                   |                   |
| 90                | 07月24日          | 昭和19年（1944）インパール作戦開始                       |                   |
| 91                | 07月31日          | 昭和19年（1944）ノルマンディー上陸作戦                   |                   |
| 92                | 08月07日          | 昭和19年（1944）レイテ沖海戦・神風特別攻撃隊             |                   |
| 93                | 08月14日          | 昭和19年（1944）B29東京空襲・ヤルタ会談                  |                   |
| 94                | 08月21日          | 昭和20年（1945）硫黄島の戦い・東京大空襲                 |                   |
| 95                | 08月28日          | 昭和20年（1945）ひめゆり学徒隊・ドイツ降伏               |                   |
| 96                | 09月04日          | 昭和20年（1945）沖縄戦・原爆実験・ポツダム宣言           |                   |
| 97                | 09月11日          | 昭和20年（1945）原爆投下・ソ連軍の対日参戦               |                   |
| 98                | 09月18日          | 昭和20年（1945）ポツダム宣言・無条件降伏決定へ           |                   |
| 99                | 09月25日          | 昭和20年（1945）玉音放送                                 |                   |
| 100               | 10月02日          | 昭和20年（1945）マッカーサー・シベリア抑留               |                   |
| 101               | 10月09日          | 昭和20年（1945）ミズーリ艦上で降伏調印式                 |                   |
| 102               | 10月16日          | 昭和20年（1945）天皇とマッカーサーが初会談               |                   |
| 103               | 10月23日          | 昭和20年（1945）五大改革指令・娯楽の再開                 |                   |
| 104               | 10月30日          | 昭和20年（1945）国際連合設立・憲法改正へ                 |                   |
| 105               | 11月06日          | 昭和20年（1945）食料難・4大財閥解体                      |                   |
| 106               | 11月20日          | 昭和20年（1945）ニュルンベルク裁判                       |                   |
| 107               | 11月27日          | 昭和20年（1945）BC級戦犯裁判はじまる                     |                   |
| 108               | 12月04日          | 昭和21年（1946）人間宣言・公職追放                       |                   |
| 109               | 12月11日          | 昭和21年（1946）GHQ憲法草案作成                          |                   |
| 110               | 12月18日          | 昭和21年（1946）昭和天皇 全国巡幸へ                      |                   |
| 111               | 12月25日          | 昭和21年（1946）ニュルンベルク裁判最終判決               |                   |

| 2022年（令和4年） | 2022年（令和4年） | 2022年（令和4年）                              | 2022年（令和4年）   |
| 回                | 放送日            | テーマ                                         | 備考                |
| ----------------- | ----------------- | ---------------------------------------------- | ------------------- |
| 112               | 01月08日          | 昭和21年（1946）日本国憲法公布・夜の女         |                     |
| 113               | 01月15日          | 昭和22年（1947）初の社会党内閣が誕生           |                     |
| 114               | 01月22日          | 昭和23年（1948）帝銀事件・ベルリン封鎖         |                     |
| 115               | 01月29日          | 昭和23年（1948）大韓民国成立宣言・東京裁判判決 |                     |
| 116               | 02月05日          | 昭和24年（1949）ドッジ来日・東西冷戦が激化     |                     |
| 117               | 02月12日          | 昭和24年（1949）占領下の国鉄三大怪事件         |                     |
| 118               | 02月19日          | 昭和25年（1950）新しい防衛線・朝鮮戦争勃発     |                     |
| 119               | 02月26日          | 昭和25年（1950）国連軍創設・警察予備隊設置     |                     |
| 120               | 03月05日          | 昭和25年（1950）泥沼化する朝鮮戦争             |                     |
| 121               | 03月12日          | 昭和26年（1951）再軍備を要求・マッカーサー解任 |                     |
| 122               | 03月19日          | 昭和26年（1951）サンフランシスコ講和会議       |                     |
| 123（終）         | 03月26日          | 昭和26年（1951）日本の独立回復…しかし          |                     |
| SP                | 08月14日          | 本土復帰50年 沖縄の過去と今                    | 18:00 - 18:54の放送 |

## スタッフ
- ナレーター：堀井美香（TBSアナウンサー）
- 構成：若林淑子、武田隆、川上伸一
- 撮影：佐々木淳至、本間信也、高橋章浩、屋田大地
- 照明：西出良幸、鳥居宏行
- 音声：栗田琴美、高橋章浩
- 編集：石川浩通、西村隆介
- MA：田辺雅之
- 音効：大内藤夫
- 資料提供：国立国会図書館
- スタイリスト：大江宏明
- AD：池上希生、荻野幹大、長瀬栞奈、鈴木舜之
- ディレクター：世良史朗、岩井俊幸、田口悦子、相田茂雄、松坂世大、川口亮、飯島政紀、斎藤元輝
- AP：世良田光
- プロデューサー：後藤史郎、別部時彦
- アシスタントプロデューサー：世良田光
- 制作プロデューサー：朝岡慶太郎、平賀渉
- 制作協力：TBSスパークル、ゴッズダイナミックワールド、三桂
- 製作著作：BS-TBS

## コロナ禍が番組に与えた影響
新型コロナウイルス感染拡大の影響を受けて緊急事態宣言が2020年4月7日から5月24日までの49日間（東京都の場合）にわたって発出されていた。このため、番組出演者、スタッフが一堂に会することが出来なくなり（強制力はなく“自粛”による）、番組の制作・収録は停止状態に及んだ。ちょうど、2020年4月4日の時点で第24回「明治４５年」の放送を終えていて、予定されていた「明治時代とは…特別編」（前・後2回）の後に、さらにテーマごとに角度を変えて絞り込み、放送済みの回を再編集した“明治総集編”（2020年4月25日から2020年6月13日まで8回分）の放送を続けることによって、番組存続にかかる“危機” を凌いでいる。
さらに、新型コロナウイルスの影響による“自粛”は続けられ、大正時代の放送回は、関口宏・保阪正康がそれぞれリモート（オンライン）で出演して会話する形で収録され、開始された.。従前、関口・保阪の二人が同じ机を取り囲んで対面（90°で交差する角度で）していた場合に、両者の間に置かれたイーゼルスタンド上にあった、歴史事象を要点化・図式化して表したフリップボードにあたるもの（デジタル画）が、画面中央にはめ込まれて表示され、映像・動画よりも多用されている点などに、制作スタッフのテレワークによる業績の跡が特徴的にうかがえる。司会者二人のリモート形式による出演は、第38回「大正6年」（2020年7月11日放送）まで行われた。
その後、感染予防対策が講じられて、元のスタジオ（書斎セット風）内で、関口・保阪の対面での放送収録が再開されることとなった。両者の間に、十分な間隔を取った上で飛沫感染予防用の大型透明パーテーション（間仕切り）が設置されており、以降の放送において最終回まで続けられた。